# Рио Дел (град, Калифорния)
Рио Дел (на английски: Rio Dell) е град в окръг Хъмбоулт, щата Калифорния, САЩ. Рио Дел е с население от 3408 жители (по приблизителна оценка от 2017 г.) и обща площ от 5,1 km². Намира се на 49 m надморска височина. ЗИП кодовете му са 95562, а телефонният му код е 707.